# 山口由里子
山口由里子（日语：／ Yamaguchi Yuriko，1965年11月21日—），日本女性配音員、演員。出身於大阪府。青二Production所屬。本名：（日文讀音相同）。居住於埼玉縣入間市。身高166cm。B型血。

## 簡歷
山口由里子在讀小學的時候，被連環圖畫《黃金蝙蝠》講解故事的人之熱情所吸引。中學時期，她作為話劇社的成員登上舞台，從此立志成為舞台演員。
圓·演劇研究所專攻科畢業（老師是高木均）。
過去曾屬81 Produce，但接著為自由職業，雖然在之後的一段時間屬於Vi-vo，不過又再成為自由身。2013年6月目前所屬於青二Production。
1995年以《新世紀福音戰士》的赤木律子一角一舉成名。在此之前，她的配音工作並不多，而是作為舞台演員活躍，主要與劇團道學老師以及與德國和亞洲的聯合演出。
2002年4月至2010年9月，在白石文子引退後擔任《寶可夢》系列喬伊的聲音。
2007年2月至6月產休。這段期間，由小林優子（《ONE PIECE》：妮可·羅賓）與井上喜久子（《神奇寶貝 鑽石&珍珠》：喬伊）代班演出。
2023年出演週日劇場《VIVANT》（第3話）。

## 人物
興趣：游泳、料理、藝術鑑賞、步行健走。特長：探戈。
其暱稱是在《ONE PIECE》的後期錄音現場上所賦予的。
喜歡的食物是章魚燒與烤魷魚。學生時期曾經光臨甲賀流章魚燒。

### 逸事

#### 新世紀福音戰士相關
在1995年的電視動畫《新世紀福音戰士》中，她飾演赤木律子的角色。由於這是她的第一份配音工作，她不認識任何配音員或工作人員，所以不知道該做什麼，只是偶爾向合作演出三石琴乃請教。她曾說，如果沒有《新世紀福音戰士》，她就不會成為一名配音員，而赤木律子讓她的人生發生了巨大的改變。
在讀完2021年上映的完結篇《新·福音戰士劇場版𝄇》的劇本後，她哭了大約30分鐘，並表示能夠參與如此宏大的製作讓她非常感動，結束其演員生涯也沒關係。

#### ONE PIECE相關
2001年以來，山口由里子在《ONE PIECE》飾演妮可·羅賓的角色是透過提名而不是透過試鏡會決定的。當時的導演宇田鋼之介表示，她事先被告知羅賓將以常駐角色，加入魯夫的同伴行列，在擔任這個角色時，則被告知要記住這是一個「難以捉摸的人」。
關於羅賓另一個身份是巴洛克華克組織成員「Miss ALL星期天」時，山本評論說與原本的羅賓性格不同，有一種黑暗面，並補充說羅賓之所以得救，是因為魯夫一行人接受了一切，也包括「黑暗」。
演羅賓最重要的是，她也演羅賓的母親妮可·歐爾比雅。她說，透過演歐爾比雅能體會當媽媽的感受，而不是小時候的羅賓，她能夠再次深刻地理解羅賓。更重要的是，她說當自己演羅賓時，也試著理解羅賓和奧維亞的感受。羅賓很堅強，不會回頭。羅賓心中不只魯夫和他的朋友們，還有羅賓的母親。正因為演了歐爾比雅，所以才確實感覺到羅賓感受到了母親的感情。
山口評《ONE PIECE》是一部讓她直接面對配音事業的作品，和讓她感受到配音職業工作的驕傲和專業精神的作品。當初擔任羅賓這個角色的時候，本身沒有信心繼續配音事業而感到猶豫，也很矛盾，但經歷了《ONE PIECE》之後，她現在能夠以專業的態度面對任何情況。她也對獲得這個角色表示深深的感謝，自己覺得得到了羅賓這個角色是一個命運。

## 演出
粗體字表示主要角色。

### 電視動畫
1994年
- 超變身俏妞（日语：超くせになりそう）（女子）
- 奪寶奇謀（羅）

1995年
- 愛天使傳說（卡莎、女惡魔）
- 小紅豆（口子）
- 蠟筆小新（1995年—2016年，女性、沙也加、母親、醫師、教育評論家、深谷恭子 等）
- 新世紀福音戰士（1995年—1996年，赤木律子）

1996年
- 山林小獵人 (1996年版)（乙姬大人）
- 企鵝掌門人（日语：バケツでごはん）（米格米、羅斯瑪莉）
- 魔法少女砂沙美（神樂雪江）

1997年
- 吸血姬美夕（真樹的母親、神魔·那海）
- 深海人魚傳說（日语：深海伝説MEREMANOID）（德拉戈）
- 新·天地無用！（真鳥、樋拿畝）
- 大運動會（拉麗·菲爾德南多）

1998年
- 金田一少年之事件簿（1998年—1999年，斑目揚羽、唐人美）
- 鋼鐵新世紀（日语：鉄コミュニケイション）（遙的母親）
- Generator Gawl（日语：ジェネレイターガウル）（齋藤龍子）
- 星方武俠（日语：星方武侠アウトロースター）（安藤玲子）
- 夢幻拉拉（Wonder岡山）
- 吉本無知子物語（日语：ヨシモトムチッ子物語）（野澤的母親）

1999年
- 一發危機娘（日语：イッパツ危機娘）（眼鏡蛇、維羅妮卡、小百合）
- 臣士魔法劇場 利斯基☆塞夫提（日语：臣士魔法劇場 リスキー☆セフティ）（萌的母親、主播）
- 神風怪盜貞德（三枝的女兒）
- 裝甲拯救部隊（日语：装甲救助部隊レストル）（教師）
- 恐怖寵物店（海沃德夫人）
- 炸彈人 彈珠人爆外傳V（モヘジボン）
- 名偵探柯南（1999年—2013年，河合靜香、住友昼花）

2000年
- 隨風飄的月影蘭（女士、茶店的女兒）
- 幻想魔傳 最遊記（三佛神 左）
- 幽浮寶貝（天地奈奈美的母親）
- 第一神拳（修格雷伊的媽媽）
- 六門天外（提亞馬特）

2001年
- 通靈王 (2001年版)（吉爾坦）
- NOIR（波萊特）
- 花右京女侍隊 La Verite（紫皇院）
- ONE PIECE（2001年—，妮可·羅賓／Miss ALL星期天[16]、榭莉[17][注 2]、牛魚[注 2]、妮可·歐爾比雅[18]、桔梗[19][注 3]、愛波寧[20][注 3]、夏洛特·喬絲卡絲波涅[21][注 3]、夏洛特·莉莉的母親[注 3]）1系列 + 特別篇9作品[系列 1]

2002年
- 我們這一家（松岡、導航聲音）
- 猴王五九（日语：アソボット戦記五九）（洛克的母親）
- 犬夜叉（紫津）
- KICK OFF 2002（日语：キックオフ2002）（麗塔）
- 爆鬥宣言大鋼彈（吉米的母親）
- Heat Guy-J（日语：ヒートガイジェイ）（諾娜）
- 超齡細公主（魔術老師）
- 驚爆危機！（2002年—2018年，諾拉·雷明）3系列[系列 2]
- 神奇寶貝（霸王花、喬伊〈第2代〉）
- 神奇寶貝超世代（喬伊）
- 神奇寶貝 Side Story（2002年—2003年，喬伊）
- 翼神世音（親戚）
- 魔法咪路咪路（松竹香的母親）

2003年
- GAD GUARD（神奇女俠）
- 萬花筒之星（辛西亞）
- 京極夏彥 巷説百物語（登和）
- 高機動幻想 ～嶄新之行軍歌～（日语：ガンパレード・マーチ 〜新たなる行軍歌〜）（梅倉、護士）
- 貯金大冒險（王妃〈利索特的母親〉）
- DEAR BOYS（加納珠美）
- 火影忍者（草隱忍者）
- 鋼之鍊金術師（溫莉·洛克貝爾的母親〈薩拉·洛克貝爾〉）
- 洛克人EXE系列（2003年—2006年，真邊鈴）4系列[系列 3]

2004年
- 阿加莎·克里斯蒂的名偵探波瓦羅與瑪波（日语：アガサ・クリスティーの名探偵ポワロとマープル）（羅賓遜夫人）
- 怪傑佐羅利（王妃）
- 今日大魔王！（紐利卡）
- 魔法少年賈修（巴蘭沙）
- 月詠 -MOON PHASE-（男裝女性）
- 哆啦A夢 (大山羨代版)（鎌松美保子）
- 怪醫黑傑克（客人）

2005年
- 高機動交響曲GPO（伯爵夫人）
- 交響詩篇艾蕾卡7（索尼亞·若林）
- TSUBASA翼（2005年—2006年，陳艷）2系列[系列 4]

2006年
- 神奇寶貝鑽石&珍珠（2006年—2011年，喬伊）1系列 + 特別篇[系列 5]

2007年
- 新機械巨神（基輔）

2008年
- 戀姬†無雙（孫靜）
- 魔法禁書目錄（姬神的母親）
- 道子與哈金（雷娜）

2009年
- 阿拉德戰記 ～Slap Up Party～（比諾思、克拉哈）
- CLANNAD ～AFTER STORY～（八木）
- 火影忍者疾風傳（大蛇丸〈化妝為草忍時〉）
- 洋蔥和尚朝太郎（日语：ねぎぼうずのあさたろう）（茨菰八重）
- 元氣媽媽（岩村太太、的媽媽）

2011年
- 遊☆☆王ZEXAL（聲音）

2013年
- 京騷戲畫（桂）
- 神奇寶貝超級願望 Season 2（喬伊）

2014年
- 火星異種（傑西卡·貝爾伍德）

2015年
- 血界戰線（女）
- 死亡遊行（橘美咲[22]）
- 七龍珠超（芭朵斯[23]、可可特[24]）

2016年
- 櫻桃小丸子（2016年—2019年，女性負責人、三松屋的太太）
- 從前有座靈劍山 星塵之宴（王舞[25]）

2017年
- KiraKira☆光之美少女 A La Mode（宇佐美聰美[26]）
- 從前有座靈劍山 通往叡智的資格（王舞[27]）

2018年
- 庫洛魔法使 透明牌篇（李芙蝶）
- 偶像活動Friends！（蝶乃舞）
- 星光頻道（科學家）
- CONCEPTION（蕾歐妮[28]、Scorpi）

2024年
- 魔導具師妲莉亞永不妥協（嘉布列拉·傑達[29]）
- Asatir 2 未來的傳說故事（日语：アサティール 未来の昔ばなし）（次女米薩爾）

2025年
- 異修羅（環座的克諾德爾）
- 九龍大眾浪漫（鯨井B）

### 電影動畫
1995年
- Macross Plus MOVIE EDITION

1997年
- 新世紀福音戰士劇場版：Air/真心為你／死與新生（赤木律子）2作品

1999年
- 劇場版 庫洛魔法使（李芙蝶[30]）

2000年
- 劇場版 幸運女神（世界之樹）

2003年
- ONE PIECE 死亡盡頭的冒險（妮可·羅賓）

2004年
- ONE PIECE 被詛咒的聖劍（妮可·羅賓[31]）

2005年
- 洛克人EXE：光與黑暗的遺產（日语：ロックマンエグゼ 光と闇の遺産）（真邊鈴[32]）
- ONE PIECE 祭典男爵與神祕島（妮可·羅賓）

2006年
- ONE PIECE 機關城的機械巨兵（妮可·羅賓）

2007年
- 福音戰士新劇場版（2007年—2021年，赤木律子）4部作[33][34]
- ONE PIECE 阿拉巴斯坦戰記 沙漠王女與海賊們（妮可·羅賓）

2008年
- 劇場版 神奇寶貝：騎拉帝納與冰空的花束 潔咪（喬伊）
- ONE PIECE THE MOVIE 喬巴身世之謎：冬季綻放、奇跡的櫻花（妮可·羅賓）

2009年
- 交響詩篇艾蕾卡7：口袋裏的彩虹（索妮雅·瓦卡巴亞斯）
- ONE PIECE FILM STRONG WORLD（妮可·羅賓）

2010年
- 夏娃的時間 劇場版（蘆森博士）
- 劇場版 神奇寶貝：幻影的霸者 索羅亞克（喬伊）

2011年
- ONE PIECE 3D 追逐草帽大冒險（妮可·羅賓）

2012年
- ONE PIECE FILM Z（妮可·羅賓）

2016年
- ONE PIECE FILM GOLD（妮可·羅賓）

2018年
- 交響詩篇艾蕾卡7：高度進化（索妮雅·瓦卡巴亞斯[35]）

2019年
- ONE PIECE STAMPEDE（妮可·羅賓）

2022年
- 名偵探柯南：萬聖節的新娘（克里斯汀·理察／火焰）
- ONE PIECE FILM RED（妮可·羅賓）

### OVA
1993年
- 幸運女神（世界之樹）

1994年
- 新·甜心戰士（莞子）
- 同級生 夏日的終曲（島本恭子）
- Macross Plus（女性記者、主控制室接待員）

1995年
- 同級生Climax（島本恭子）

1996年
- 天使夜未眠III（日语：アーシアン）（女）
- （夏子）
- 同級生2（永島佐知子）
- 爆笑吸血鬼（夫人）

1997年
- 大運動會（拉麗·菲爾德南多）
- Variable Geo（日语：ヴァリアブル・ジオ）（雷米謝華）
- CPU辣妹（日语：ぶっとび!!CPU）（PC2198Ae、佛爾特）

1998年
- 銀河英雄傳說外傳 汙名（船內廣播、娼婦）

1999年
- 太陽之船（日语：太陽の船 ソルビアンカ）（拍攝導航）
- 同級生2 Special 卒業生（永島佐知子）

2000年
- sin THE MOVIE（日语：sin THE MOVIE）（蒂娜）

2005年
- FLCL（蜷守家秘書）

2008年
- ONE PIECE ROMANCE DAWN STORY（妮可·羅賓）

### 網路動畫
- 幻影神奇寶貝的主謀者（2006年，喬伊）
- 夏娃的時間（2008年，蘆森博士）
- 美少女戰士Crystal（2014年，異園教授）
- 超級七龍珠英雄 宣傳動畫（2021年，芭朵斯）

### 遊戲
1995年
- Private eye dol（日语：プライベート・アイ・ドル）（仁科友美）

1996年
- 新世紀福音戰士（赤木律子）[注 4]

1997年
- EOS ～Edge of Skyhigh～（萊拉）
- 銀河大小姐傳說優奈3 LIGHTNING ANGEL（日语：銀河お嬢様伝説ユナ）（天鬼院·美鬼）
- QUOVADIS 2 ～星球大戰奧凡·雷～（日语：QUOVADIS 2〜惑星強襲オヴァン・レイ〜）（莉西亞·馬庫斯）
- 新世紀福音戰士 2nd Impression（赤木律子）
- 新世紀福音戰士：鋼鐵戀人（赤木律子）
- 秀逗魔導士 Royal（艾米利亞）
- 全國制服美少女大獎賽 尋找愛情（伊藤咲）
- DESIRE（日语：DESIRE (ゲーム)）（玲子）
- VS雀士Brand New Stars（日语：VS雀士ブランニュースターズ）（莉莎·懷特）
- Photogenic（日语：フォトジェニック (ゲーム)）（真園睦香）
- 魔法少女砂沙美 ～可怕的身體檢查！核彈爆發5秒前！～（靜香[36]）
- 水木茂的妖怪武鬥傳（日语：水木しげるの妖怪武闘伝）（卡蜜拉）

1998年
- 銀河大小姐傳說優奈 FINAL EDITION（天鬼院·美鬼）
- 新世紀福音戰士 EVA和愉快的夥伴們（日语：新世紀エヴァンゲリオン エヴァと愉快な仲間たち）（赤木律子）
- DEBUT21（日语：誕生 〜Debut〜）（新城奈穗美）
- 慟哭 然後…（日语：慟哭 そして…）（諾瑪·溫迪）
- 益智泡泡龍4（日语：パズルボブル4）
- 公主戰記（日语：プリンセスクエスト）（夏洛特）

1999年
- 美少女雀士DC（日语：アイドル雀士をつくっちゃおう#アイドル雀士をつくっちゃおう）（克萊兒γ）
- 亞蘭多拉2 魔進化之謎（日语：アランドラ2 魔進化の謎）（馬提尼）
- L的季節 ～A piece of memories～（日语：Lの季節 〜A piece of memories〜）（伊麗莎·諾因特）
- 新世紀福音戰士 (NINTENDO64)（赤木律子）
- Spiritual Soul（夏爾）

2001年
- 不要忘記我 -Palette-（紅色剪影的女人）
- From TV animation ONE PIECE 飛吧海賊團！（日语：ONE PIECE とびだせ海賊団!）（Miss ALL星期天）

2002年
- 復活邪神：無限傳說（藍寶石、格蕾絲）
- WARRIORS of Might and Magic（達莉亞）
- 終極動員令：叛逆者
- 末日危城
- POWER DoLLS 5
- 少女熱鬥戰記 ～你的勇氣～（日语：フーリガン (ゲーム)）（奧爾加·門格勒）
- From TV animation ONE PIECE 偉大航路之爭！2（日语：ONE PIECE グランドバトル! 2）（Miss ALL星期天）
- From TV animation ONE PIECE 寶藏之戰！（Miss ALL星期天）

2003年
- 新世紀福音戰士 綾波育成計劃 with 明日香補完計劃（赤木律子）
- 新世紀福音戰士2（赤木律子）
- From TV animation ONE PIECE 海洋之夢！（妮可·羅賓）
- ONE PIECE 偉大航路之爭！3（日语：ONE PIECE グランドバトル! 3）（妮可·羅賓）

2004年
- 魔法少年賈修 激鬥！最強的魔物們（日语：金色のガッシュベル!! 激闘!最強の魔物達）（巴朗夏）
- 名偵探柯南 大英帝國的遺產（黃梅琳）
- ONE PIECE Land Land！（妮可·羅賓）

2005年
- 新世紀福音戰士：鋼鐵戀人2nd（赤木律子）
- DUEL SAVIOR DESTINY（穆里爾·希爾菲爾德）
- Fighting For ONE PIECE（妮可·羅賓）
- ONE PIECE 偉大航路之爭！RUSH（日语：ONE PIECE グラバト! RUSH）（妮可·羅賓）
- ONE PIECE 海盜嘉年華（日语：ONE PIECE パイレーツカーニバル）（妮可·羅賓）

2006年
- 女生愛女生 「初夏物語。」（觀音特子）
- 高機動交響曲GPO（鷲宮透子）
- 新世紀福音戰士機密檔案（日语：シークレット オブ エヴァンゲリオン）（赤木律子）
- 新世紀福音戰士：鋼鐵戀人 特別篇（赤木律子）
- 新世紀福音戰士2 被創造的世界 -another cases-（赤木律子）
- 天外魔境ZIRIA ～遙遠的日本國～（糸姬／阿剌克涅）

2007年
- QUILT ～夢想與戀愛的禮服～（日语：きると）（公會大師）
- 超級機器人大戰OG外傳（梅西斯·馬爾庫）
- 經典傳奇Vol.2（日语：テイルズ オブ ファンダム Vol.2）（凱特）
- 名偵探福音戰士（日语：名探偵エヴァンゲリオン）（赤木律子）
- ONE PIECE 無限冒險（日语：ONE PIECE アンリミテッドアドベンチャー）
- ONE PIECE 靈魂檔位（妮可·羅賓）

2008年
- 新世紀福音戰士 綾波育成計劃DS with 明日香補完計劃（赤木律子）
- 心靈傳奇（伊奧拉·赫茲）
- ONE PIECE 無限巡航 Episode:1 -波浪中的秘寶-（日语：ONE PIECE アンリミテッドクルーズ）（妮可·羅賓）
- ONE PIECE ONEPY B MATCH（日语：ワンピーベリーマッチ）（妮可·羅賓）

2009年
- ONE PIECE 無限巡航 Episode:2 -覺醒的勇者-（日语：ONE PIECE アンリミテッドクルーズ）（妮可·羅賓）

2010年
- 閃電皮羅特 ～天空羈絆～（日语：電撃のピロト〜天空の絆〜）（愛爾莎）
- ONE PIECE 大決戰！（日语：ONE PIECE ギガントバトル!）（妮可·羅賓）

2011年
- ONE PIECE 大決戰！2 新世界（日语：ONE PIECE ギガントバトル! 2 新世界）（妮可·羅賓）

2012年
- CONCEPTION 產子救世錄（蕾歐妮[37]）
- ONE PIECE 海賊無雙（2012年—2020年，妮可·羅賓[38]）4作品[系列 6]
- ONE PIECE ROMANCE DAWN 冒險的黎明（日语：ワンピース ROMANCE DAWN 冒険の夜明け）（妮可·羅賓）

2013年
- 心靈傳奇R（伊奧拉·赫茲、希拉心 ·赫茲）
- ONE PIECE 無限世界 赤紅（日语：ONE PIECE アンリミテッドワールド レッド）（妮可·羅賓）

2014年
- ONE PIECE 超級偉大航路之爭！X（妮可·羅賓）
- ONE PIECE KINGS（妮可·羅賓）

2015年
- ONE PIECE 秘寶尋航（妮可·羅賓）

2016年
- 七龍珠 異戰2（時光戰士[39]）
- 七龍珠英雄／超級七龍珠英雄（芭朵斯）2作品
- 七龍珠融合（日语：ドラゴンボールフュージョンズ）（芭朵絲）

2017年
- 鏡光傳奇（日语：テイルズ オブ ザ レイズ）（葛馮[40]）

2018年
- 驚爆危機！戰鬥的Who Dares Wins（諾拉·雷明）

2019年
- CONCEPTION PLUS 產子救世錄（蕾歐妮[41]）
- 坦克世界（戰車長聲音[42]）
- 超級七龍珠英雄 世界任務（芭朵絲）

2022年
- 怪物彈珠（羅賓[43]）
- 龍族拼圖（妮可·羅賓）
- 碧藍幻想（妮可·羅賓[44]）

2023年
- ONE PIECE ODYSSEY（妮可·羅賓）

2024年
- 魔法少年賈修 永遠羈絆的同伴們（巴朗夏[45]）
- 東京放課後召喚師（日语：東京放課後サモナーズ）（巴風梅特[46]）

### 外語配音

#### 電影
- 之後（索托教授〈梅多·威廉士（英语：Meadow Williams）〉）
- 赤裸陷阱（瓦倫丁）
- 零點殺機（洛娜·鄧肯／伊萊克特拉〈莎納·特威德（英语：Shannon Tweed）〉）
- ID4星際重生（伊莉莎白·蘭福德總統〈西拉·沃德〉[47]）
- 深海大獵殺（英语：Submerged (2000 film)）（茱蒂·坎貝爾〈梅蕾莉特·杭特〉）
- 火神騎士（英语：Rencontre avec le dragon）（伊莎貝爾·德·文塔杜爾〈克勞德·佩龍（英语：Claude Perron）〉）
- 肢解狂魔2（妮娜·帕帕斯〈艾芮卡·莉瑟森（英语：Erica Leerhsen）〉）

#### 電視影集
- 狂放時尚圈（性學者）
- 18．29（林智玉）
- 閃電俠 (2014年電視影集)（阿瑪烏奈特·布拉克／鐵匠（英语：Blacksmith (character)）〈凱蒂·薩克沃夫〉）
- 酸民滾開（貝瑟妮〈安吉拉·金賽（英语：Angela Kinsey）〉）
- Level 9（英语：Level 9 (TV series)）（安妮·普萊斯FBI搜査官〈凱特·賀契（英语：Kate Hodge）〉）
- 銀河飛龍（麥克奈特少尉）
- 陰陽魔界 (第1季)（米爾森特·伯恩斯〈維拉·美露絲（英语：Vera Miles）〉）

#### 動畫
- 奇異冒險（佩內洛普[48]）

### 電視劇
- VIVANT（通譯）

### 電視節目
- （聲音演出）
- （2016年5月10日）
- （日語配音）
- 天才兒童YOU（2018年）
- （日語配音）

### 特攝影集
- 爆龍戰隊暴連者（三合使徒20號口紅麒麟大花草的聲音）

### 旁白
- Ai·Amu·冒險少年（日语：アイ・アム・冒険少年）
- 報道STATION
- 科學大玩家（日语：飛び出せ!科学くん）[注 5]
- Going！Sports&News（日语：Going!Sports&News）
- 週三娛樂（日语：水曜エンタ）
- 趣味園藝 蔬菜時間（日语：趣味の園芸 やさいの時間）
- 太川蛭子之旅蔷薇（日语：太川蛭子の旅バラ）
- 午夜0時的森林（日语：午前0時の森）
- 沉船任務（2024年6月1日，NHK BS）

### CD
- Weiß kreuz Dramatic Precious 3rd STAGE HOPELESS ZONE（女大學生A）
- 輝夜姬（瑪吉·麥戈文）
- ABC殺人事件（索拉·葛雷）
- 春江月花嫁曲（日语：きらきら馨る）（母親）
- 少年魔法士（日语：少年魔法士）（莫妮卡）
- 新世紀福音戰士系列
  - 新世紀福音戰士交響樂
- （播音員）
- 闇河魅影（娜姬雅）
- 藍色恐懼系列
  - DOUBLE BIND THE LOOKING GLASS OF PERFECT BLUE（高倉理香）
- 幸運騎士外傳 帕斯戴爾的啟程（日语：フォーチュン・クエスト）（蕾歐娜）
- Popful Mail 4（日语：ぽっぷるメイル）（鎮上的女人）
- 少女劍士茱莉亞（日语：マスケティア・ルージュシリーズ）（羅莎莉亞）
- Little Step形象專輯
- ONE PIECE系列（妮可·羅賓）

### 柏青哥、角子機
- Bisty（日语：ビスティ）、新世紀福音戰士系列（赤木律子）
- 奧村遊機（日语：奥村遊機）、CR天空歌舞伎（連獅子）
- WANDERLAND、WANDER AGENTS系列（Miss. TYLER）

### 其它
- 小學館發行的視訊軟體（1999年以降）（警告畫面公告）
- 三麗鷗彩虹樂園內「夢想時光機」上映「ONE PIECE 3D 激走！Trap Coaster」（妮可·羅賓）
- 『TIARA！（日语：ティアラ! (雑誌)）』 附錄廣播劇CD 緹亞拉名作劇場「灰姑娘」（旁白）
- （旁白）
- 入間市 第3代日落鐘聲（日语：市町村防災行政無線）（2020年4月—）（旁白）[5]

## 腳註

## 外部連結
- 山口由里子｜青二Production （日語）
- 山口由里子的X（前Twitter） （日語）
- 山口由里子的Instagram帳戶 （日語）